# 尖吻半非鯽
尖吻半非鯽（学名：Hemitilapia oxyrhyncha）為輻鰭魚綱鱸形目隆頭魚亞目慈鯛科的其中一種，分布於非洲馬拉威湖流域，體長可達20公分，棲息在水草生長的水域，以刮食葉面上的藻類為食，可作為觀賞魚。